# Episodi de La legge di McClain
Di seguito l'elenco degli episodi della prima e unica stagione della serie televisiva La legge di McClain. 
| n° | Titolo originale               | Titolo italiano                                      | Prima TV USA     | Prima TV Italia |
| -- | ------------------------------ | ---------------------------------------------------- | ---------------- | --------------- |
| 1  | Pilot (Part 1)                 | Amore per la polizia 1                               | 20 novembre 1981 |                 |
| 2  | Pilot (Part 2)                 | Amore per la polizia 2                               | 20 novembre 1981 |                 |
| 3  | Requiem for a Narc             |                                                      | 27 novembre 1981 |                 |
| 4  | A Time of Peril                | L'ora del pericolo                                   | 4 dicembre 1981  |                 |
| 5  | Let the Victims Beware         | Devi proteggerti da solo                             | 11 dicembre 1981 |                 |
| 6  | Portrait of a Playmate         | Crociere particolari                                 | 18 dicembre 1981 |                 |
| 7  | To Save the Queen              | Per salvare la Regina                                | 8 gennaio 1982   |                 |
| 8  | A Matter of Honor              | Una questione d'onore                                | 15 gennaio 1982  |                 |
| 9  | The Sign of the Beast (Part 1) | Il marchio della bestia (Parte Uno)                  | 21 gennaio 1982  |                 |
| 10 | The Sign of the Beast (Part 2) | Il marchio della bestia (Parte due)                  | 28 gennaio 1982  |                 |
| 11 | What Patric Doesn't Know       | Patric il computer                                   | 5 febbraio 1982  |                 |
| 12 | Green Light                    | Meglio comandare all'inferno che servire in paradiso | 12 febbraio 1982 |                 |
| 13 | Use of Deadly Force            | Lo sfratto                                           | 19 febbraio 1982 |                 |
| 14 | Takeover                       |                                                      | 6 marzo 1982     |                 |
| 15 | For the Mouths of Babes        | Il piccolo testimone                                 | 13 marzo 1982    |                 |
| 16 | The Last Hero                  | L'ultimo eroe                                        | 20 marzo 1982    |                 |